# Brunnefjäll
Brunnefjäll är en bebyggelse i Torsby socken i Kungälvs kommun i Västra Götalands län. Bebyggelsen avgränsades före 2015 till en småort för att därefter räknas som en del av tätorten Kovikshamn.